# Porta Venere (Spello)
La porta Venere è una delle sei porte urbiche, di arte romana, della cittadina umbra di Spello, così chiamata nel Seicento per la vicinanza con un tempio dedicato alla dea della bellezza, di cui sono state rinvenute evidenti tracce nel parco di villa Fidelia.

## Descrizione
(Gabriele D'Annunzio, Elettra)
La porta, realizzata in travertino bianco e decorata da lesene di ordine dorico, è contraddistinta da tre aperture arcuate (fornici), del periodo del regno dell'imperatore Ottaviano Augusto (27 a.C.-14 d.C.), comprese tra due possenti torrioni dodecagonali romanici, su alti sostegni quadrati.

La porta di Venere e le torri di Properzio
in un'immagine degli anni cinquanta

Originariamente era presente una duplice cortina con patio interno. Il fornice destro faceva accedere a una via sotterranea in direzione della porta Urbica; il sinistro stabiliva la comunicazione con il cammino di ronda verso il punto più elevato del borgo.
Si può notare, per motivi di difesa, anche una parte fortificata con doppio accesso. Le due torri che affiancano la porta (che sovente è stata confrontata con la porta Palatina di Torino, dello stesso periodo) sono dette di Properzio, dal nome del poeta latino Sesto Aurelio (47 a.C.-14 a.C.), cui Spello ed Assisi si contendevano l'onore di aver dato i natali: ma lo scrittore nacque molto probabilmente nella città poi di San Francesco.
La porta di Venere fu, per la prima volta, analizzata e illustrata nel 1540 dall'architetto bolognese Sebastiano Serlio e, nel Seicento, da altri studiosi del posto che ne intuirono il collegamento con il tempio fuori le mura trecentesche spellane.
Tutti gli autori di testi sul manufatto, e le relazioni delle guide ottocentesche, convengono sul carattere sacro della porta, orientata verso l'anfiteatro e il santuario di villa Fidelia: l'impronta commemorativa del monumento è evidenziata dalla cronaca delle processioni che vi transitavano in direzione di Assisi e Perugia, come, in epoca medievale, dei cortei dei consoli di Spello diretti alla sagra annuale della vicina chiesetta di San Claudio.Il complesso monumentale ha subìto nei secoli alcuni importanti restauri (pure recenti), si trova in ottime condizioni e domina come sempre l'intreccio di antichi vicoli e palazzetti della cittadina umbra.